# シーモネーター&DJ TAKI-SHIT
シーモネーター&DJ TAKI-SHIT（シーモネーターアンドディージェイ・タキシット）は名古屋出身のヒップホップユニットである。2002年ソニーレコードよりメジャーデビュー。ライブでは全裸の上に股間に天狗のお面という格好で行う。現在は解散している。
しかし、シーモネーターがSEAMOとしてソロ活動を始めた後も、SEAMOのライブには“伝説の男”として天狗面をつけたシーモネーターが登場し、楽曲を披露している。
また、2011年8月、SEAMOのコラボベストアルバム『コラボ伝説』発売を機に、土屋アンナ、スガシカオとともに「S.ex. with TSUCHIYA ANNA and SUGA SHIKAO」という新曲を発表し、シーモネーターは事実上の復活を果たしている（新曲としては8年ぶりである）。

## メンバー
- シーモネーター（MC）本名：高田尚輝。現在はSEAMOという名前でソロ活動中。
- DJ TAKI-SHIT（DJ）本名：滝川浩二

## ディスコグラフィー

### メジャー

#### シングル
| 枚  | リリース日    | タイトル                     | 週間最高位 | 型番        |
| --- | ------------- | ---------------------------- | ---------- | ----------- |
| 1st | 2002年4月24日 | 浪漫ストリーム               | 90位       | <SRCL-5337> |
| 2nd | 2002年7月31日 | 情熱トロピカーナ             | 園外       | <SRCL-5380> |
| 3rd | 2002年12月4日 | 半熟ラバーズ/まってたんだNEO | 167位      | <SRCL-5490> |

#### アルバム

##### オリジナルアルバム
| 枚  | リリース日    | タイトル  | 週間最高位 | 型番              |
| --- | ------------- | --------- | ---------- | ----------------- |
| 1st | 2003年2月19日 | シモダス  | 111位      | <SRCL-5544>       |
| 1st | 2014年7月23日 | シモダス+ | -位        | <MHCL-2457～2458> |

### 参加作品
1. CHEMISTRY「君をさがしてた 〜New Jersey United〜」（2002年5月9日発売）
  - 3.君をさがしてた ～シーモネーター& DJ TAKI-SHIT Remix feat. CRYSTAL BOY(nobodyknows+)（通常版のみ収録）
  - シーモネーター&DJ TAKI-SHIT、nobodyknows+のCRYSTAL BOYでのRemix(RAPバージョン)
2. CHEMISTRY「Between the Lines」（2003年6月18日発売）
  - 11.君をさがしてた ～シーモネーター& DJ TAKI-SHIT Remix feat. CRYSTAL BOY(nobodyknows+)
3. SEAMO「コラボ伝説」（2011年8月24日発売）
  - 1. S.ex. with TSUCHIYA ANNA and SUGA SHIKAO / シーモネーター
  - 16. 半熟ラバーズ feat. MICRO（HOME MADE 家族）/ シーモネーター & DJ TAKI-SHIT